# 關德輝
關德輝（英語：Auguste Kwan Teik Hooi，1971年8月21日—），馬來西亞男歌手及演員；1989年發行首張個人專輯『單身感覺』一炮而紅，成為馬來西亞家喻戶曉之創作偶像，被媒體稱為「漫畫王子」。華語流利，亦通曉閩南語、粵語、英語、馬來語，走紅於臺灣，也活躍於香港、馬來西亞及新加坡。

## 經歷
1984年：因興趣而與鄰居好友兼現任民主行動黨黨校講師丘光耀博士一同擔任漫畫人出版社助理。
1987年：跳級考入吉隆坡美術學院（Kuala Lumpur College of Art），成為全院最年輕學生，並舉辦個人漫畫展；受洗為基督徒。
1988年：與友人組成創作歌曲組合，並獲唱片公司簽約成歌手。
1989年：發行首張個人專輯『單身感覺』一炮而紅，成為馬來西亞家喻戶曉之創作偶像，被媒體稱為「漫畫王子」。
1990年：與友人成立設計公司「黑白組合」和設計自己唱片封套獲得娛協獎最佳封套設計；推出第二張個人專輯『印象中的寂寞男子』即斬獲白金唱片銷售紀錄。
1991年：推出第三張個人專輯『放肆的飛翔』；首次演出新加坡青春偶像劇《錦繡前程》及演唱主題曲、插曲等十首歌曲，該電視原聲配樂在新加坡破白金銷售紀錄。
1992年：推出第四張個人專輯『如果真情能有天長地久』；客串演出馬來西亞電視劇《戀戀玫瑰城》。
1993年：成立「黑白唱片」出版新馬首創的雙曲歌輯『藕斷絲連』。
1994年：出版『冷風』專輯，歌曲《鏡花水月》被劉德華改編為粵語版《誰人知》，此曲亦成為香港電台年度最高點播率冠軍歌曲。
1995年：簽約台灣華納唱片推出首張專輯『無怨無尤』被台灣媒體譽為「東南亞天王」。
1996年：在台灣第二張專輯『愛到灰心』破十萬張，成為馬來西亞第一位在台灣竄紅的偶像歌手。
1997年：赴香港與楊千嬅、何韻詩、陳奕迅等一干新晉歌手擔綱演出電影「烈火青春」；與朱茵在台灣拍攝電影「子彈大餐」擔綱男主角，再次赴新加坡演出偶像劇「鋼琴88」男主角；與楊紫瓊、巫啟賢等應馬來西亞政府邀請，演出由大馬首相開幕的「愛到最頂點」愛國大匯演。
1998年：擔任台灣國際生命線代言人並創作主題曲，台灣全國技能競技大賽代言人兼開幕宣誓人；在台灣拍攝偶像劇「星座男女－男金牛 v.s 女天蠍」單元男主角，赴中國北京與葉童、翁虹演出武俠劇「浪子大欽差」擔綱單元男主角。
1999年：回馬發展並成立「德輝工作室」出版大馬創作專輯『我和我的長頭髮』；台灣電腦網路雜誌代言人兼專欄作者；香港演出港台劇「Ｉ.Ｔ檔案」擔綱單元男主角；與任達華演出電影「舞廳」、與文頌嫻演出電影「千禧願」、與陳小春演出電影「相約2000年」。同年，與南方簽部頭約並參與《南方群星大拜年》。
2000年：開辦舞蹈藝術學院DANCE CITY；日本『ZOMA』眼鏡馬來西亞、新加坡、泰國代言人；台灣國家戲劇院演出舞台劇「白雪公主」共12場；榮獲「馬來西亞21世紀十大新偶像」及「至尊領域-最受歡迎演員大獎」；3D動畫「反斗天庭」主題曲創作及演唱人；赴新加坡拍攝「瓊園咖啡香」。同年，加入威揚娛樂與羅賓、羅時豐等人合作《八大巨星接財神》。
2001年：在台灣推出專輯『敞開你的心』，擔任「台灣遊戲同盟會」反盜版大使，客串偶像劇「貧窮貴公子」；在香港與黎美嫻等演出舞台劇「愛與夢同行」；與梁琤、郭妃麗、梁榮忠等在香港、新加坡拍攝「叛逆戰隊」。
2002年：受日本文化交流基金邀請為馬來西亞代表赴日本東京作漫畫交流；簽約成香港TVB無線電視藝人，演出李添勝監製的「轉世驚情」男主角，並演唱該劇主題及插曲；與馬浚偉、張可頤、蓋鳴暉、陳豪等人演出梅小青監製的「金牌冰人」。
2003年：大馬青年及體育部任命為反社會病態代言人，香港紅磡體育館YEAH SHOW演唱嘉賓；INS小麥草代言人；香港九倉電訊1507IDD廣告代言人；客串演出「功夫足球」、「西關大少」。
2004年：台視邀請赴台灣擔任八點檔136集長劇「兄弟姊妹」男主角，TVB「棟篤神探」單元主角，「鴨寮街的金蛋」客串演出；擔任INS集團香港執行董事，再度擔任馬來西亞反社會病態代言人並創作演唱主題曲。
2005年：台視再度邀請擔任八點檔「海誓山盟」男主角；香港電訊1507飛線漫游廣告代言人。
2006年：香港TVB無線電視劇「搜神傳－柳毅傳書」單元男主角；TVB8「娛樂最前線」、「有何貴幹」節目主持人；考獲香港私人健身教練執照。
2007年：台視八點檔「神機妙算劉伯溫－怒犯天條」單元男主角；旗下舞蹈藝術學院「Dance City」獲四十五個國家認證，升格為國際導師培訓專院。
2008年：擔任易健生物科技集團香港市場開發總監，被邀請赴新加坡濱海藝術中心音樂廳演唱。
2009年：首次返馬拍攝情景喜劇「你好Mr.Siao」，該劇入圍第十四屆亞洲最佳喜劇；擔任易健生物科技集團台灣市場開發總監；入圍馬來西亞十大傑青。
2010年：再次返馬拍攝情景喜劇「恭喜恭喜！Mr.Siao」及「你好！Mr.Siao」第二季；被邀請赴新加坡參與「把愛找回來」演唱；被華視邀請赴台灣擔任八點檔「帶子英雄」男主角。
2014年：Astro情境喜劇「歡喜上課lah」男主角。
2015年：電影「華Xiao英雄」擔綱監製、原創故事及男主角；演出Astro情境喜劇「歡喜上課lah」第二季，再度入圍第二十屆亞洲最佳喜劇。
2016年：簽約AMG合縱音樂，成為旗下簽約藝人；受邀參與新加坡「High 5 實力演唱會」；擔任「Astro經典名曲歌唱大賽」的評委；11月推出個人單曲『好想』、『簡單的.忘了』，從而正式進軍中國內地歌壇。
2017年：電影「空前劫後漫天飛」擔綱監製及男主角；Astro情境喜劇「歡喜上課lah」第四季；鮮芋仙廣告短片演出；創作表情包「吉吉雞 ChickyJib」，在微信及LINE上架。
2018年：擔任美國機油品牌「MAXX n go」新媒體大使；演出Astro情境喜劇「歡喜上課lah」第五季；擔任「Astro歡喜第一等2018」歌唱大賽評委；拍攝兩岸題材院線電影《媽祖回家》。
2019年：獲馬來西亞政府邀請擔任「馬來西亞中國商務理事會」文化產業副委員長一職；演出Astro情境喜劇「歡喜上課lah」第六季；AK關德輝雲頂演唱會2019；第六屆國際企業影響力獎「馬來西亞最具影響力文化成就獎」
2020年：在加拿大以線上拍攝方式，出演馬來西亞Astro情景喜剧「歡喜上課」系列特別篇「歡喜"在家"上課lah」
2021年：憑藉電影「媽祖回家」中飾演林奇偉一角，獲得第九屆溫哥華華語電影節「最佳男主角」；參與演出于文文歌曲『餘地』MV；創作全球首創My Way路在何方NFT裇。
2022年：與Edilson Lim 林永權合唱『Mr.Handphone 手機先生』，該曲MV為馬來西亞首支以“虛幻引擎3D實時渲染”方式拍攝。 
2023年：開辦『遇見AK關德輝．72變特訓班』化身A級明星導師以自身歷練和影響力，通過“72變”原理，引領學員改變思維方式，實現內在的卓越蛻變。
2024年：擔任在馬來西亞舉辦的「生命之光-台馬國際障友藝術文創交流展」愛心大使，並與女兒一起展出畫作；攜手14位企業家跨界演唱《藝企在一起》；創作電影作品《撕文》入圍金馬創投。

## 音樂

### 個人專輯
- 1989年：《單身感覺》
- 1990年：《印象中的寂寞男子》
- 1991年：《放肆的飛翔》
- 1992年：《如果真情能有天長地久／親親我的愛》
- 1993年：《藕斷絲連》
- 1994年：《冷風》
- 1995年：《無怨無尤》（獲台灣媒體稱為「東南亞天王」）
- 1996年：《愛到灰心》（在台灣破十萬張，成為馬來西亞第一位在台灣竄紅的偶像歌手）
- 1997年：《清醒》
- 1998年：《雙城．夢不醒》
- 1999年：《我和我的長頭髮》
- 2001年：《敞開你的心》（《我和我的長頭髮》台灣版）
- 2010年：《遇見愛》

### 單曲
- 1995年：〈鏡花水月〉
- 1998年：台灣國際生命線主題曲〈敞開你的心〉詞曲創作及演唱人
- 2000年：《心想事成》（限量義賣品）收錄〈新年快樂〉及〈泥土野花〉、創作大馬3D動畫卡通《反斗天庭》主題曲〈妖獸世紀〉
- 2002年：香港TVB電視劇《轉世驚情》主題曲〈重生個體〉、片尾曲〈心靈感應〉（粵語）
- 2004年：馬來西亞「反社會病態運動」主題曲〈黑白空間〉
- 2014年：馬來西亞Astro歡喜台電視劇《歡喜上課lah》主題曲〈歡喜福建人〉(合唱：黃毓敏)
- 2016年：〈好想〉、〈簡單的.忘了〉
- 2018年：中國電視劇《小棉襖》片尾曲〈我的小棉襖〉(合唱：唐美安)
- 2022年：〈Mr.Handphone 手机先生〉(合唱：Edilson Lim 林永權)
- 2023年：〈小棉襖〉(合唱：關受恩)

#### 精選輯
- 1992年：《不停念你》、《親親我的愛情歌輯》
- 1997年：《走過歲月》、《巨星名曲》

#### 原聲帶
- 1991年：《錦繡前程》電視劇原聲帶
- 1995年：《台北愛情故事》電視劇原聲帶
- 2000年：《新白雪公主》舞台劇原聲帶
- 2015年：《華Xiao英雄》電影原聲帶

#### 賀年歌輯
- 2000年：南方群星大拜年《千禧慶龍年》
- 2001年：八大巨星《接財神》

#### 福音合輯
- 泉心贊美YEAH!

#### 公益歌曲
- 2014年：馬來西亞626全民反毒演唱会主题曲，群星合唱《往前》
- 2017年：中國關注食安題材歌曲，群星合唱《民以食為天》

#### 合唱
- 1992年：周翠玲《把心交給我》專輯收錄〈其實我也在乎你〉
- 1995年：華納群星《相親相愛》合輯收錄〈相親相愛〉
- 1998年：郭淑賢《愛情點心》專輯收錄〈把我交給你〉
- 2000年：沈芳如《100%沈芳如》專輯收錄〈愛難題〉
- 2020年：陳浩廷、王七七、孫藝程合唱〈回家團圓〉

## 演出

### 電視劇
| 首播   | 劇名                              | 角色                       | 性質       | 備註                            |
| 1991年 | 錦繡前程                          | 歐陽泰                     |            | 新加坡/MediaCorp                |
| 1992年 | 戀戀玫瑰城                        | 陳迪文                     | 客串       | 馬來西亞劇集                    |
| 1997年 | 鋼琴88                            | 帥誼斌                     |            | 新加坡/MediaCorp                |
| 1998年 | 浪子大欽差「公主萬歲」單元        | 石中天                     |            | 台灣/中視                       |
| 1998年 | 星座男女「男金牛 v.s 女天蠍」單元 | 榮家明                     |            | 台灣/民視                       |
| 1999年 | I.T檔案「天眼」單元               | Jack                       |            | 香港/香港電台                   |
| 2000年 | 瓊園咖啡香                        | 龍亞洲                     |            | 新加坡/MediaCorp                |
| 2000年 | 大馬靈異奇譚（四）「鬼貓眼」單元  | 關仲文                     |            | 馬來西亞                        |
| 2001年 | 城市行動「星星的嘆息」單元        | 譚星                       |            | 馬來西亞/TV2                    |
| 2001年 | 叛逆戰隊                          | 金主                       |            | 香港/無綫電視、新加坡/MediaCorp |
| 2001年 | 貧窮貴公子                        | 大龜                       | 客串       | 台灣/華視                       |
| 2002年 | 轉世驚情                          | 申十郎                     | 第一男主角 | 香港/無綫電視                   |
| 2002年 | 金牌冰人                          | 平安                       | 男配角     | 香港/無綫電視                   |
| 2003年 | 功夫足球                          | 陰風                       | 客串       | 香港/無綫電視                   |
| 2003年 | 西關大少                          | 丁守義                     |            | 香港/無綫電視                   |
| 2004年 | 棟篤神探「君士坦丁堡的血淚」單元  | 葉兆良                     | 單元主角   | 香港/無綫電視                   |
| 2004年 | 鴨寮街的金蛋                      | 姚軍                       | 客串       | 香港/無綫電視                   |
| 2004年 | 兄弟姊妹                          | 郭俊英(原名林文山)         |            | 台灣/台視                       |
| 2005年 | 海誓山盟                          | 李耀宗                     |            | 台灣/台視                       |
| 2006年 | 搜神傳                            | 柳毅                       |            | 香港/無綫電視                   |
| 2007年 | 神機妙算劉伯溫「怒犯天條」單元    | 趙龍飛                     |            | 台灣/台視                       |
| 2009年 | 你好！Mr.Siao                     | 蕭郎                       |            | 馬來西亞/NTV-7                  |
| 2010年 | 恭喜恭喜！Mr.Siao                 | 蕭郎                       |            | 馬來西亞/NTV-7                  |
| 2010年 | 你好！Mr.Siao （第二季）          | 蕭郎                       |            | 馬來西亞/NTV-7                  |
| 2010年 | 帶子英雄                          | 何建國、何建民(雙胞胎兄弟) |            | 台灣/華視                       |
| 2014年 | 歡喜上課lah                       | 侯華強                     |            | 馬來西亞/Astro 歡喜台           |
| 2015年 | 歡喜上課lah （第二季）            | 侯華強                     |            | 馬來西亞/Astro歡喜台            |
| 2016年 | 歡喜過年lah                       | 侯華陀                     |            | 馬來西亞/Astro歡喜台            |
| 2016年 | 歡喜上課lah （第三季）            | 侯華強                     |            | 馬來西亞/Astro歡喜台            |
| 2017年 | 歡喜上課lah （第四季）            | 侯華強                     |            | 馬來西亞/Astro 歡喜台           |
| 2018年 | 上海灘神探                        | 王昏                       |            | 中國                            |
| 2018年 | 歡喜上課lah （第五季）            | 侯華強                     |            | 馬來西亞/Astro歡喜台            |
| 2019年 | 歡喜上課lah （第六季）            | 侯華強                     |            | 馬來西亞/Astro 歡喜台           |
| 2020年 | 歡喜在家上課lah （特別篇）        | 侯華強                     |            | 馬來西亞/Astro 歡喜台           |
| 2021年 | 風暴舞                            | 凌峰                       |            | 中國                            |

### 主持節目
| 播出年份 | 節目名稱   | 播出頻道 |
| 2006年   | 娛樂最前線 | 香港TVB8 |
| 2006年   | 有何貴幹   | 香港TVB8 |

### 電影
| 上映年份 | 電影名                | 角色         | 備註              |
| 1997年   | 子彈大餐              | 鍾少杰       | 台灣電影          |
| 1998年   | 烈火青春              | 黃志輝       | 香港電影          |
| 1998年   | 頑童寶寶              | 劉大維       | 台灣電影          |
| 1999年   | 龍虎列傳Ⅰ             | 王小虎       | 香港電影          |
| 1999年   | 龍虎列傳Ⅱ火拼天剎邪神 | 王小虎       | 香港電影          |
| 1999年   | 好兄吾兄              | 二寶         | 香港電影          |
| 1999年   | 舞廳                  | 家豪         | 香港電影          |
| 1999年   | 夏日假期              | 阿華         | 香港電影          |
| 1999年   | 緣份的世紀            | 家輝         | 香港電影          |
| 1999年   | 千禧願                | 木村         | 香港電影          |
| 2000年   | 學校貞的有鬼          | 關輝         | 香港電影          |
| 2000年   | 惡夜兇狼              | 于鋒         | 香港電影          |
| 2000年   | 追夢驚魂              | 小丁         | 台灣電影          |
| 2012年   | 我的野獸女友          | 田田         | 香港福音電影      |
| 2015年   | 華Xiao英雄            | 華英雄(華孝) | 馬來西亞電影      |
| 2017年   | 空前劫後漫天飛        | 秦博土       | 中國網絡電影      |
| 2020年   | 媽祖回家              | 林奇偉       | 中國電影          |
| 2021年   | 重回地球              | 未知         | 中國電影          |
| 2025年   | 私家偵探              | 葛偉明       | 香港&馬來西亞電影 |
| 待上映   | 東去西來              | 未知         | 中國電影          |

### 舞台劇
- 2000年：《新白雪公主》（台灣國家戲劇院演出共十二場）
- 2001年：《愛與夢同行》（香港理工大禮堂演出共五場）

### 廣播劇
- 2001年：《飛天舞》（香港雷霆881－商業一台）

### MV
- 2021年：《餘地》（演唱人-于文文）

### 其他
- 1998年：音樂愛情故事（《雙城．夢不醒》專輯，飾 漫畫家）
- 2001年：音樂愛情故事（《敞開你的心》專輯，飾 心靈殺手）

## 代言活動
- 1998年：台灣國際生命線代言人並創作主題曲、台灣全國技能競技大賽代言人兼開幕宣誓人
- 1999年：台灣電腦網路雜誌Hello Net代言人兼專欄作者
- 2000年：日本「ZOMA」眼鏡馬來西亞、新加坡、泰國代言人
- 2001年：擔任「台灣遊戲同盟會」反盜版大使
- 2003年：大馬青年及體育部任命為反社會病態代言人、INS小麥草代言人、香港九倉電訊1507IDD廣告代言人
- 2004年：再度擔任馬來西亞「反社會病態」運動代言人並創作演唱主題曲
- 2005年：香港電訊1507飛線漫游廣告代言人
- 2007年：香港Monalisa精品婚紗代言
- 2010年：馬來西亞INS小麥草飲料代言人
- 2012年：馬來西亞全國中華文學會親善大使
- 2013年：馬來西亞講華語運動代言大使
- 2018年：MAXX n go 美國機油品牌新媒體大使
- 2024年：Growzlift 健康食品代言人

## 獎項
- 1991年：馬來西亞十大歌星第一名
- 1992年：馬來西亞十大歌星第一名
- 1993年：馬來西亞十大歌星第二名
- 1994年：馬來西亞十大歌星第二名
- 2000年：「馬來西亞21世紀十大新偶像」及「至尊領域-最受歡迎演員大獎」
- 2009年：馬來西亞十大傑青提名
- 2014年：金帆電影獎 「優秀新銳電影人獎」
- 2018年：第十三届加拿大中国电影节 「最受欢迎男演员奖」
- 2019年：第六屆國際企業影響力獎「馬來西亞最具影響力文化成就獎」
- 2021年：第九屆溫哥華華語電影節「最佳男主角」
- 2022年：東盟海外華人傑出藝人獎

## 外部連結
1. Auguste關德輝的Facebook專頁
2. 關德輝Auguste的新浪微博
3. 關德輝影音頻道 Channel AK - YouTube （页面存档备份，存于）
4. 齊石傳播-關德輝 （页面存档备份，存于）